# Willy Wonka
Willy Wonka is een personage uit de boeken van Sjakie en de chocoladefabriek van Roald Dahl. Willy Wonka is de eigenaar of co-host van een chocoladefabriek, waar hij een Grote Rondleiding geeft aan de vijf winnaars van een door hem uitgeschreven wedstrijd met hun familie.
Oempa Loempa's zijn kleine dwergmannetjes/arbeiders die de chocoladerepen en andere lekkernijen produceren.

## Achtergrond
Willy Wonka is de oprichter van de Wonka-chocoladefabriek en de uitvinder van allerlei soorten snoep en chocolade zoals Wonka-repen. Hij is een genie op het gebied van de ontwikkeling van snoepgoed. Hij heeft allerlei producten uitgevonden die onmogelijk lijken en de hele wereld doen verbazen, zoals ijs dat nooit smelt en kleine snoepeitjes waaruit bewegende en zingende chocoladevogeltjes komen die op de punt van de tong zitten. De producten uit zijn fabriek worden wereldwijd verkocht. 
Hij was zo vermaard, dat een Indiase prins, Prins Pondicherry, hem vroeg om een chocoladepaleis te bouwen in India. Dat deed hij, met muren van de beste chocolade, en kranen waaruit chocolademelk kwam. Toen Willy Wonka de prins aanried het snel op te eten omdat het anders zou smelten, wuifde de prins dit weg; hij wilde er fijn in gaan wonen. Maar al na enkele bloedhete Indische dag smolt het paleis, en eindigde de prins zwemmend in een meer van gesmolten chocolade. Hij vroeg Willy Wonka om een nieuw paleis te bouwen, maar deze had inmiddels andere zorgen. 
Andere chocoladeproducenten werden  jaloers op Wonka's succes en begonnen spionnen naar zijn fabriek te sturen om de recepten te stelen. Uit angst al zijn recepten en succes prijs te geven, sloot Wonka de fabriek en ontslaat hij al zijn werknemers tot grote ergernis van zijn klanten. Een aantal jaren later kwam de fabriek tot ieders verbazing plotseling weer tot leven zonder dat er ook maar iemand naar binnen was gegaan en ook Willy Wonka zelf was nergens te zien. Toch zag men zwarte rookpluimen uit de schoorstenen komen en het lekkere snoepgoed weer uit de fabriek rollen voor de verkoop. Niemand wist hoe de fabriek zonder menselijke arbeiders kon werken. Dit wordt echter duidelijk tijdens de rondleiding in de fabriek. Tijdens een reis op zoek naar nieuwe ideeën voor zijn chocolade, ontdekte Wonka Loempa Land, waar een dwergenvolk, de Oempa Loempa's, woonde in boomwoningen, en ze waren van harte bereid om voor Wonka te komen werken toen hij ze dit aanbood en zei dat hij hun loon uit zou betalen in cacaobonen, hun favoriete voedsel. Hiertoe liet hij ze naar zijn fabriek vervoeren. Ondanks dat de hekken en poorten voor het oog altijd gesloten blijven om spionnen te weren, wordt de fabriek door de hulp van de nieuwe werknemers weer succesvol. De eerste mens buiten Willy Wonka die ze zag was de vreselijk verwende Veruca Salt. Zij zag ze tijdens de rondleiding verschijnen in de Chocoladehal.
Uiteindelijk besluit Willy Wonka, die ondertussen oud is geworden en geen erfgenamen heeft, dat hij een opvolger moet zoeken - al is het alleen maar om de Oempa Loempa’s van onderdak te voorzien. Hij kiest ervoor om op zoek te gaan naar een kind, om ervoor te zorgen dat zijn methodes en geestdrift overgenomen worden, want een volwassene zal niet luisteren en het op zijn eigen manier doen. Hiervoor kondigt hij een wedstrijd aan. Hij verstopt vijf gouden tickets in de wikkels van vijf gewone chocoladerepen. De vinders van de tickets winnen een levenslange voorraad chocolade en een rondleiding door de fabriek. Wonka's plan is om de winnaar, het kind dat hem het best bevalt, tot zijn opvolger te maken. Vijf kinderen vinden de tickets, waaronder Sjakie, die vlak bij de fabriek woont. Tijdens de rondleiding raken alle kinderen, behalve Sjakie, in moeilijkheden, waardoor ze de groep moeten verlaten. Wanneer alleen Sjakie over is, vertelt Willy Wonka hem over zijn plan. Sjakie wordt de opvolger van Willy Wonka en gaat met zijn familie in de fabriek wonen.

## Uiterlijk en karakter
In de boeken wordt Willy Wonka beschreven als een kwieke oudere heer in kostuum met hoge hoed en met een puntbaardje en lachrimpels om zijn kwieke ogen, die voortdurend rondkijken en niets lijken te ontgaan. Hij gedraagt zich enigszins kinderlijk en houdt zielsveel van zijn fabriek en zijn uitvindingen. Hij doet Sjakie denken aan een 'kwieke oude eekhoorn in het park'. Hij mag ook graag plagen. Zo zinspeelt hij erop tegenover meneer en mevrouw Peper dat het riool waarin Veruca is verdwenen naar een vuilverbrandingsoven leidt ('maar misschien heeft ze geluk en wordt hij vandaag niet aangestoken') en verbeeldt hij dat Casper Slok die in de chocoladehal door een van de glazen pijpen bij de waterval wordt opgeslokt nadat hij in de chocoladerivier viel, verwerkt zal worden tot bonbons die in dozen met roze strikken erop zouden worden verkocht. Ook vertelt hij de op dat moment al straalmisselijke mevrouw Teevee dat de glazen lift zou kunnen botsen wanneer iemand een tweede gebruikt. Veruca krijgt al bij het voorstellen een speldenprik ('Ik dacht dat een Veruca een wrat was maar ik zal het wel weer mis hebben').
Zijn werk is gebaseerd op verbeelding en daarom kan hij zelf slecht tegen de logische en wetenschappelijke opmerkingen van Joris Teevee ('Als u kauwgom kauwen zo walgelijk vindt, waarom maakt u het dan zelf?', 'Televisie werkt niet precies zoals u het net heeft uitgelegd'). Wonka ontwijkt de vraag door te zeggen dat hij doof is aan zijn linkeroor of Joris niet verstaat omdat hij zo mompelt. In zekere zin 'verstaan' Wonka en Joris elkaar ook niet: Wonka's werk is gebaseerd op verbeelding en Joris is door het vele televisiekijken zo afgestompt dat hij daar niet meer toe in staat is.
Willy Wonka is dan weliswaar een snoepfabrikant, maar dat betekent nog niet dat hij zelf veel snoept. In tegendeel, hij vertelt bij de verdwijning van Veruca Pepper dan hij net als iedereen gewoon eten eet, en vindt het idee dat hij op zijn eigen chocolade zou leven absurd. Ook vindt hij kauwgom kauwen een smerige gewoonte, hoewel hij wel experimentele maaltijdkauwgom maakt. Het gaat Wonka derhalve vooral om de kracht van de verbeelding, zijn snoepgoed is niet zozeer het doel maar een middel.

## Willy Wonka in verfilmingen
In 1971 kwam er een muzikale versie van Sjakie & de chocoladefabriek uit: Willy Wonka & the Chocolate Factory. Deze werd geregisseerd door Mel Stuart en bevatte Gene Wilder als Willy Wonka. Oorspronkelijk werd de film slecht bezocht. Tegenwoordig staat de film echter bekend als klassieke cult. De film is wereldwijd door vele kinderen en volwassenen bekeken.
Een andere verfilming kwam uit in 2005: Charlie and the Chocolate Factory. Dit was een comedy geregisseerd door Tim Burton met Johnny Depp als Willy Wonka.
In 2023 kwam er een andere muzikale fantasyfilm: Wonka. In deze film wordt verteld hoe Willy Wonka op het idee kwam om chocolatier te worden. Deze film werd geregisseerd door Paul King en bevatte Timothée Chalamet als Willy Wonka en Colin O'Brien als jonge Willy Wonka.